# Kouty (Benin)
Kouty ist ein Arrondissement im Departement Ouémé im westafrikanischen Staat Benin. Es ist eine Verwaltungseinheit, die der Gerichtsbarkeit der Kommune Avrankou untersteht.

## Demografie und Verwaltung
Gemäß der Volkszählung 2013 des beninischen Statistikamtes INSAE hatte das Arrondissement 18.312 Einwohner, davon waren 8736 männlich und 9576 weiblich.
Von den 59 Dörfern und Quartieren der Kommune Avrankou entfallen zehn auf Kouty:
1. Affomadjè-Kada
2. Gbagla-Ganfan
3. Gbagla-Koké
4. Gbohoungbo
5. Gbagla-Ganfan Flonou
6. Kouti-Logon
7. Kouti-Karo
8. Kouti-Yénawa
9. Loko-Davè
10. Tokpo